# 圣嘉禄·鲍荣茂堂 (费拉拉)
圣嘉禄·鲍荣茂堂（San Carlo Borromeo）是意大利费拉拉的一个罗马天主教教堂，巴洛克风格，位于 Corso Giovecca 191号，在埃斯特城堡以东一个街区。

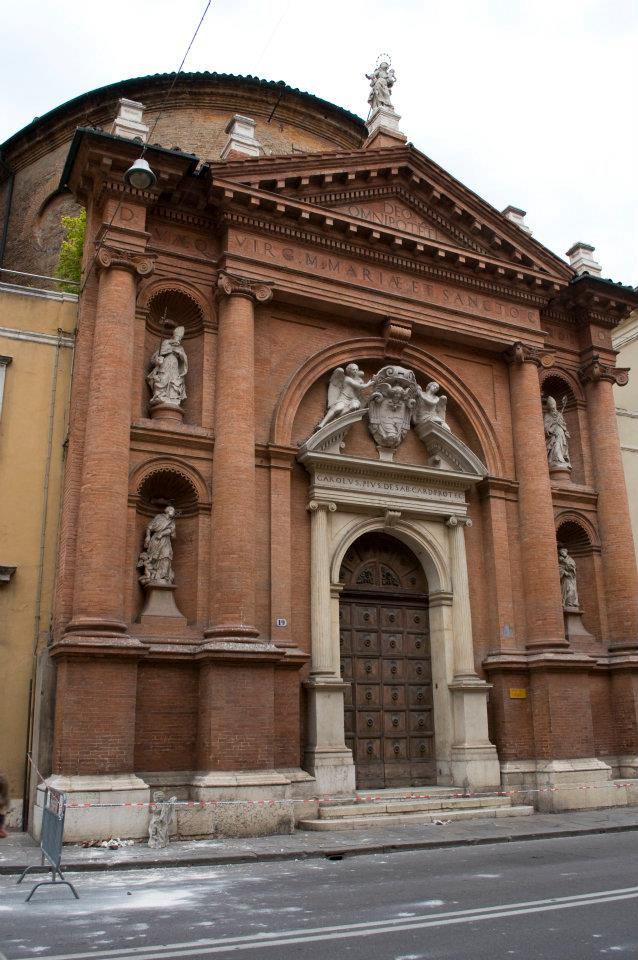

## 历史
该堂由枢机主教卡洛·埃马纽埃尔·皮奥建于1612-1623年，由Giovanni Battista Aleotti设计。
2012年地震造成教堂关闭。 2013年，屋顶加固完成。立面装饰有手持纹章的圣人和两个天使的雕像。

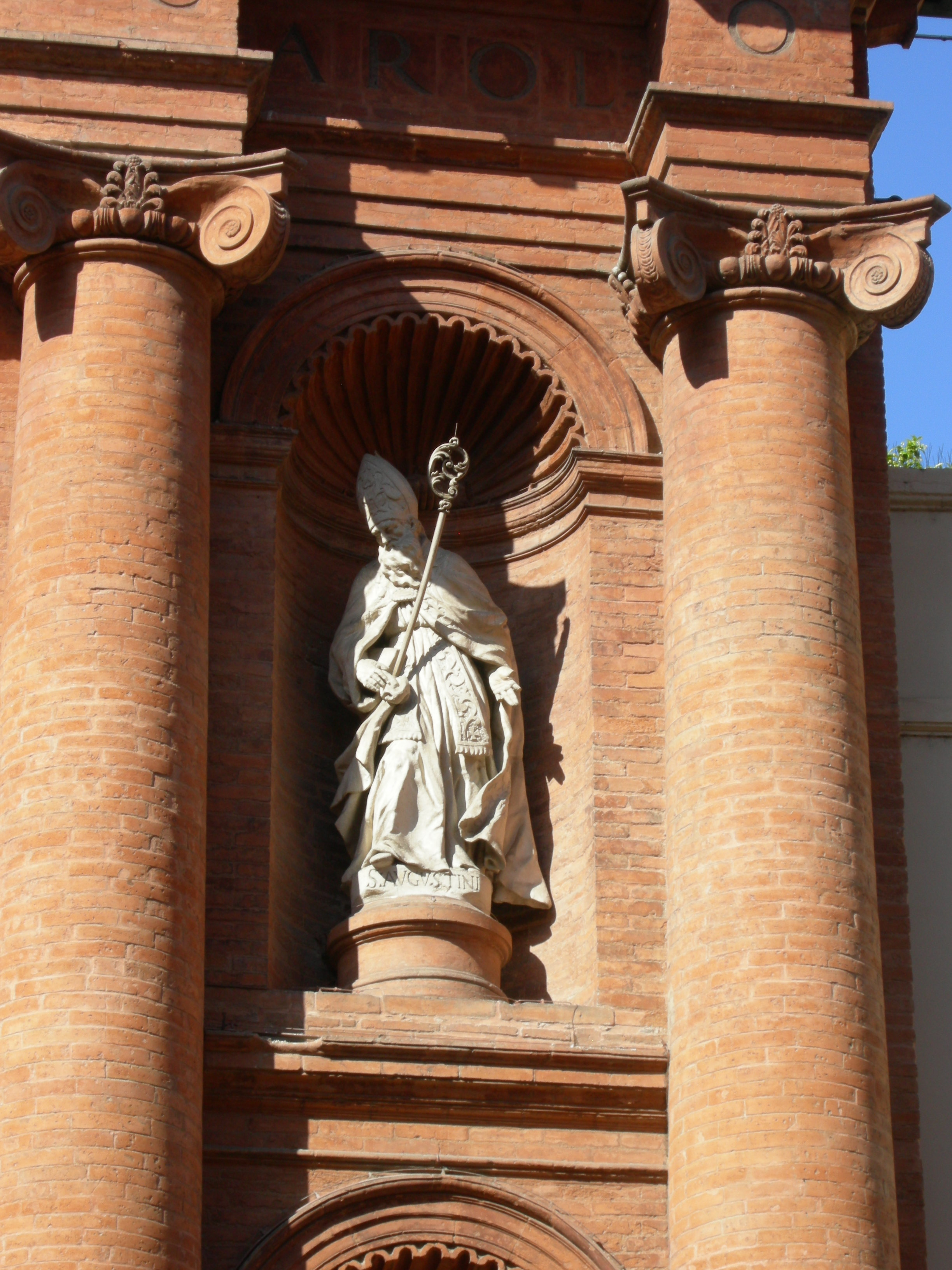

堂内有四位教会圣师--圣奥斯定、聖大額我略、聖熱羅尼莫和聖盎博罗削的雕塑，由一位18世纪威尼斯画派雕塑家创作。